# Chiesa di San Bernardo (Lamporo)
La chiesa di San Bernardo è la parrocchiale di Lamporo, in provincia ed arcidiocesi di Vercelli; fa parte del vicariato di Trino.

## Storia
Sembra che a Lamporo sorgesse una cappelletta già nel XIII secolo.
 Nel 1566 venne edificata al posto dell'antico oratorio una nuova chiesa a due navate, dotata di una torre in cui erano installate due campane, del battistero, della sagrestia e d'un crocifisso posto davanti all'altare maggiore.
Il 25 aprile 1571 la chiesa venne eretta a parrocchiale dal vescovo Guido Luca Ferrero, rendendola così nominalmente indipendente dalla matrice di Cresentino, anche se la comunità lamporese continuò fino al 1822 a dover pagare delle tasse alla parrocchia crescentinese.
Tra il 1665 e il 1666 la navata centrale dell'edificio fu oggetto di un rifacimento che comportò il suo allungamento e la costruzione della nuova volta in muratura; nel 1728 furono ampliate le navate laterali e vennero lì collocati gli altari laterali di Sant'Orsola, di Sant'Antonio, di San Carlo e dei santi Germano e Protrasio.
Nel 1812 l'interno dell'edificio fu ristrutturato dal decoratore Antonio Cattaneo. Nel 1818 la torre campanaria venne danneggiata da una folgore, in seguito alla quale venne restaurata; in quell'occasione anche la facciata subì un restauro.
Nel 1885 venne posato il nuovo pavimento; nel 1906 gli interni furono oggetto di una ristrutturazione condotta da Giovanni Capriolo e il 2 novembre di quel medesimo anno venne impartita la consacrazione.
Nel 1926 il campanile subì un importante intervento di restauro condotto dal capomastro Luigi Rastrellino e tra il 1978 e il 1979 la facciata venne ristrutturata.

## Descrizione

### Facciata
La facciata della chiesa, intonacata e a salienti, è suddivisa verticalmente da lesene binate in tre parti, ognuna delle quali corrisponde ad una delle navate,  ed orizzontalmente in due registri; l'ordine inferiore è anticipato dal pronao tetrastilo caratterizzato da colonne e pilastri sorreggenti degli archi a tutto sesto e da una volta a crociera, mentre quello superiore, che presenta tre finte finestre e che è coronata dal timpano di forma triangolare all'interno del quale vi è uno sfondato in cui si legge la scritta D.O.M./ SANCTO/ BERNARDO/ DICATUM/ MCMLXXVIII.

### Interno
L'interno si compone di tre navate; al termine dell'aula è presente il presbiterio, rialzato di due gradini, affiancato dalla sacrestia e dal locale caldaie e chiuso dall'abside di forma quadrata.
Vi sono delle decorazioni con soggetti fitomorfi, mentre il soffitto è caratterizzato da dei tondi in cui sono visibili i ritratti di alcuni santi.